# Keiretsu
Keiretsu (系列?) es un término japonés que hace referencia a un modelo empresarial y del mantenimiento industrial  en el que existe una coalición de empresas unidas por ciertos intereses económicos. Es un tipo de grupo de negocios donde una empresa central, que no es una cúspide jerárquica, plantea montar un entorno económico adecuado que ayude a diferentes empresas a autocoordinarse para aunar esfuerzos y posteriormente realizar un reparto equitativo de los resultados. Es una red regularizada de proveedores que mejora la eficiencia de los procesos de producción.

Keiretsu.

Suele ser una estructura basada en dos partes, un núcleo central en el que se sitúan una organización de gran poder económico, un banco y una organización de desarrollo de negocios (operadora o trader). Por afuera del núcleo central existe un conjunto de pequeñas organizaciones con gran independencia, pero que comparten departamentos y acuerdos económicos, y que poseen una alta interdependencia con el núcleo central.
Es una visión empresarial parecida al zaibatsu, con la diferencia de que el keiretsu posee una estructura mucho más horizontal, con una menor cadena de mando.[cita requerida]
A diferencia del holding, en el keiretsu, no es necesario que las empresas pertenezcan todas a una sola sociedad. 